# Rodolfo Verduzio
Rodolfo Verduzio (Napoli, 7 marzo 1881 – Roma, 29 dicembre 1958) è stato un ingegnere aeronautico e generale italiano.

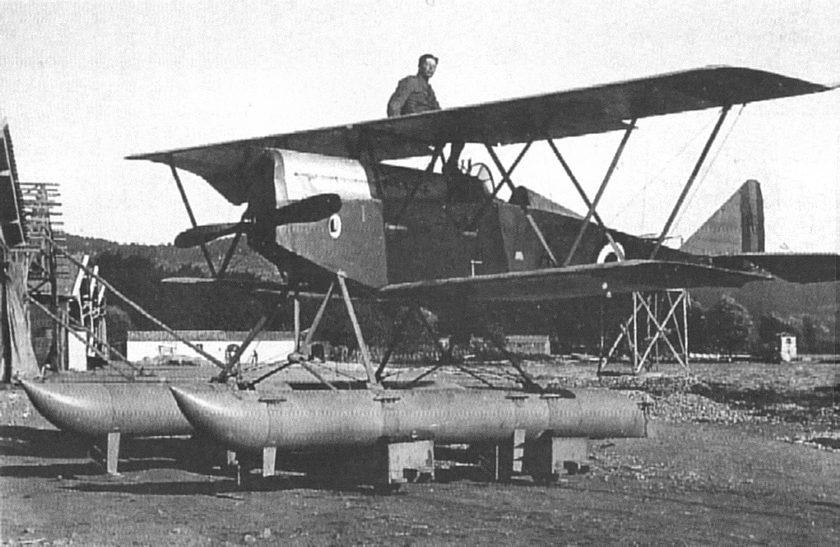
L'Ansaldo I S.V.A. qui in versione idrovolante.

Nei primi anni del ventesimo secolo fu docente di "teoria e costruzioni di dirigibili" presso il Battaglione Specialisti del Regio Esercito; tra i suoi studenti illustri anche Celestino Rosatelli.

## Biografia
Nacque a Napoli il 7 marzo 1881, a partire dal 20 settembre 1903 frequentò la Regia Accademia di Artiglieria e Genio di Torino da cui uscì con il grado di Tenente del Genio militare, passando nel 1906 nella specialità degli aerostieri. In quello stesso anno fu insignito di una Medaglia di bronzo al valor civile per l'attività svolta nella direzione dei lavori di ricostruzione dopo l'eruzione del Vesuvio.
Incominciato ad interessarsi all'attività aeronautica, collaborò con Gaetano Arturo Crocco nella progettazione dei primi dirigibili militari italiani, realizzati presso lo stabilimento di Vigna di Valle, sul lago di Bracciano. A Vigna di Valle progettò e realizzò i dirigibili P-4, P-5, P. 6, P.7 e P.8. Il 2 settembre del 1913 il Ministero della Guerra lo insignì di un Encomio per l'attività di progettazione dei dirigibili della nuova Classe “M”, allora in corso di sviluppo.
Nel corso del 1914 progettò e costruì il dirigibile V-1 (“V” per veloce), poi chiamato Città di Jesi, da 14 650 metri cubi equipaggiato con quattro propulsori Maybach-Itala D.1 da 180 CV. Continuò a progettare dirigibili anche dopo l'entrata in guerra del Regno d'Italia avvenuta il 24 maggio 1915 realizzando il V.2 (dirigibile) con Umberto Nobile e la serie D.E. (Dirigibile Esploratore) per la Regia Marina. Il 5 maggio 1916 fu insignito di un Encomio da parte del Ministero della Marina per l'attività svolta presso l'Aeroscalo dell'Aeroporto di Ferrara-San Luca, e in quello stesso anno progettò assieme al tenente del Genio Ing.Umberto Savoja il velivolo S.V.A., prodotto dall'azienda Ansaldo. che fu protagonista di due storiche imprese dell'aviazione italiana, il Volo su Vienna con Gabriele D'Annunzio nel 1918 ed il Raid Roma-Tōkyō di Arturo Ferrarin nel 1920.
Nel corso del 1923, alla costituzione della Regia Aeronautica, fu promosso Colonnello del Genio aeronautico e, successivamente Generale. Il 27 novembre 1927 fu insignito di un encomio solenne per aver preso parte alla preparazione dei velivoli destinati a partecipare alla Coppa Schneider che si era svolta in Nord America nel novembre del 1926.
Ricoprì successivamente l'incarico di addetto aeronautico presso l'Ambasciata italiana a Londra, da dove rientrò in Patria nel 1930 per congedarsi e dedicarsi all'attività di progettista ed insegnante universitario di aeronautica generale presso la facoltà di ingegneria aeronautica dell'Università di Roma.
Assunto alla Caproni, inizialmente affiancò Gianni Caproni per poi ricoprire l'incarico di capo progettista. Ad una collaborazione tra i due ed Umberto Nobile si deve la realizzazione del Caproni Ca.73, il primo aereo italiano di costruzione interamente metallica. Seguiranno progetti interamente personali come il bombardiere coloniale Caproni Ca.101, il ricognitore Ca.111 e nel 1937 il Ca.161 che raggiunse i 15 645 m conseguendo il primato mondiale di altitudine per velivoli dotati di motore a scoppio, successivamente battuto dal Ca.161bis che raggiunse i 17 074 m.
Nel 1941, durante la seconda guerra mondiale, fu nominato Pioniere dell'Aeronautica. Si spense a Roma il 29 dicembre 1958, e la Capitale lo ha onorato intitolandogli una via.

## Pubblicazioni
- I Proiettori, Tipografia Enrico Voghera, Roma, 1908.

## Progetti
- SAML S.1
- SAML S.2
- Ansaldo S.V.A.
- Caproni Ca.73
- Caproni Ca.89
- Caproni Ca.101
- Caproni Ca.111
- Caproni Ca.133
- Caproni Ca.148
- Caproni Ca.161